# Milnesium granulatum
Milnesium granulatum is een soort beerdiertje.
Het dier is ingedeeld in het geslacht Milnesium dat behoort tot de familie Milnesiidae. Milnesium granulatum werd in 1962 beschreven door Ramazzotti als Milnesium tardigradum granulatum. Michalczyk, Welnicz Frohme en Kaczmarek hebben in 2012 het dier tot soort gepromoveerd.